# シグニュー
シグニュー (Signy) とは、北欧神話およびゲルマンの叙事詩に登場する女性。ヴォルスングとフリョーズの間に生まれた。双子の兄にシグムンドがおり、兄と同じく美しかった。シゲイル(en)と結婚するが、彼が悪人であることを早々に見抜いた。シゲイルに一族を殺された後、復讐を試みるために兄と近親相姦し、シンフィヨトリを産んだ。